# Buffalo Point 36
Buffalo Point 36 är ett reservat i Kanada.   Det ligger i provinsen Manitoba, i den sydöstra delen av landet, 1 500 km väster om huvudstaden Ottawa.
Trakten runt Buffalo Point 36 är nära nog obefolkad, med mindre än två invånare per kvadratkilometer.